# Danh sách quốc vương Lào
Nhà nước đầu tiên của Lào là vương quốc Lan Xang. Phà Ngừm người sáng lập vương quốc này, chính là quốc vương đầu tiên của Lào. Chế độ quân chủ ở Lào chấm dứt vào cuối năm 1975. Quốc vương cuối cùng của Lào là Savang Vatthana. Dưới đây là danh sách các quốc vương của Lào qua các thời kỳ và các vương triều.

## Chúa Mường Sưa (Xiềng Dong Xiềng Thong)
- Souvanna Khamphong (1316-1330), ông nội của Phà Ngừm.
- Phraya Vath [Khun Phi Fa](1330-1343), cha của Phà Ngừm.
- Kham Hiao (1343-1353), chú của Phà Ngừm.

## Vương quốc Lan Xang
- Phà Ngừm(1353 - 1375)
- Vutha Singsavaddy (1375 - 1378)
- Samsenethai (1378 - 1416)
- Lan Kham Deng (1417 - 1428)
- Phommathat (1428 - 1429)
- Khamtum [Thao Khamtum] (1429)
- Meun Sai (1429 - 1430)
- Fa Khai (1430 - 1433)
- Khong Kham (1433 - 1434)
- Yukhon (1434 - 1435)
- Kham Keut (1435 - 1441)
- Chaiyachakkapat-Phaenphaeo [Sao Tiakaphat] (1441 - 1478)
- Suvanna Banlang [Theng Kham] (1479 - 1485)
- Lahsaenthai Puvanart (1485 - 1495)
- Sompou [Samphou] (1495 - 1500)
- Vixun (1501 - 1520)
- Photisarath I (1520 - 1547)
- Xaysethathirath (1548 - 1571)
- Saensurin (1572 - 1574,1580 - 1582)
- Mahaupahat (phụ thuộc vào Miến Điện) (1575 - 1580)
- Nakhon Noi (phụ thuộc vào Miên Điện) (1582 - 1583)
- Nokeo Koumone (1591 - 1596)
- Thammikarath (1596 - 1622)
- Upanyuvarat (1622 - 1623)
- Photisarath II (1623 - 1627)
- Mon Keo [Mongkeo] (1627)
- Tone Kham (1627 - 1633)
- Vichai (1633 - 1637)
- Surinyavongsa (1637 - 1694)

## Vương quốc Champasak(1700-1946)
Champasak ban đầu là một vương quốc tách ra từ Lan Xang. Song từ năm 1904, Champasak trở thành một công quốc nằm trong Vương quốc Lào, và tồn tại đến tận năm 1946. Khi trở thành công quốc, những người đứng đầu Champasak chỉ còn là hoàng thân.
Các quốc vương của Vuơng quốc Champasak lần lượt là:
- Nan Rath/Soysysamoun (1700 - 1713?)
- Nokasad (1713 - 1738)
- Saya Kumane (1738 - 1791)
- Xiang Keo (1791)
- Fay Na (1791 - 1811)
- No Muong (1811)
- Cha Nou (1811 - 1813)
- Ma Noi (1813 - 1819)
- Rajabud Yo (1821 - 1827)
- Hui (1827 - 1840)
- Nak (1840 - 1851)
- Boua (1851 – 1852) (là nhiếp chính trên danh nghĩa)
- Kham Nai (1856 - 1858)
- Chu (1858 - 1860) (là nhiếp chính trên danh nghĩa)
- Kham Suk (1863 - 28 tháng 7 năm 1900)
- Ratsadanay (28 tháng 7 năm 1900 - 22 tháng 11 năm 1904)

### Hoàng thân
- Ratsadanay (22 tháng 11 năm 1904 – tháng 6 năm 1946)
- Boun Oum (tháng 6 năm 1946 - 27 tháng 8 năm 1946)

## Vương quốc Viêng Chăn(1707-1828)
Vương quốc Viêng Chăn thành lập vào 1707, cũng là tách ra từ Lan Xang. Vương quốc này tồn tại đến năm 1828 thì bị biến thành một xứ phụ thuộc vào Vương quốc Xiêm.
Các quốc vương của Vương quốc Viêng Chăn là:
- Setthathirath II[Tái Ông Huế hoặc Tái Ông Thuận Hoá] (1707 - 1730)
- Ong Long (1730 - 1767)
- Ong Bun (1767 - 1778) (lần thứ nhất)
- Phraya Supho (1778 - 1780) (toàn quyền người Thái)
- Ong Bun (1780 – tháng 11 năm 1781) (lần thứ hai)
- Nanthasen (21 tháng 11 năm 1781 – tháng 1 năm 1795)
- Intharavong Setthathirath III (2 tháng 2 năm 1795 - 7 tháng 2 năm 1805)
- Anouvong (7 tháng 2 năm 1805 - 12 tháng 11 năm 1828)

## Vương quốc Luang Phrabang(1707-1946)
- Kitsarat (1707 - 1713)
- Ong Kham (1713 - 1723)
- Thao Ang [Inthason] (1723 - 1749)
- Intharavongsa (1749)
- Inthaphom (1749)
- Sotika-Kuomane (1749 - 1768)
- Surinyavong II (1768 - 1788)
- Anurutha (3 tháng 2 năm 1792 - 179x) (lần thứ nhất)
- Anurutha (2 tháng 6 năm 1794 - 31 tháng 12 năm 1819) (lần thứ hai)
- Manthaturath (31 tháng 12 năm 1819 - 7 tháng 3 năm 1837)
- Unkeo (1837 - 1838) (nhiếp chính trên danh nghĩa)
- Sukha-Söm (1838 - 23 tháng 12 năm 1850)
- Chantha-Kuman (23 tháng 9 năm 1850 - 1 tháng 10 năm 1868)
- Oun Kham (1 tháng 10 năm 1868 - 15 tháng 12 năm 1895)
- Zakarine (15 tháng 12 năm 1895 - 25 tháng 3 năm 1904)
- Sisavang Vong (26 tháng 3 năm 1904 - 27 tháng 8 năm 1946)

Sisavang Vong trở thành Quốc vương của Vương quốc Lào từ ngày 12 tháng 10 năm 1945.

## Vương quốc Lào(1946-1975)
Vương quốc Lào thành lập vào năm 1946. Đây là lần đầu tiên một nhà nước Lào cai trị toàn bộ lãnh thổ Lào. Tuy nhiên đến tháng 12 năm 1975 thì chế độ quân chủ Lào chấm dứt. Vương quốc Lào trở thành nước Cộng hòa Dân chủ Nhân dân Lào.
- Quốc vương Sisavang Vong (15 tháng 9 năm 1945 - 20 tháng 10 năm 1945)
- Hoàng thân Phetsarath Rattanavongsa (20 tháng 10 năm 1945 - 23 tháng 4 năm 1946)
- Quốc vương Sisavang Vong (23 tháng 4 năm 1946 - 29 tháng 10 năm 1959)
- Savang Vatthana (30 tháng 10 năm 1959 - 2 tháng 12 năm 1975)